# Brezelbäckerhaus

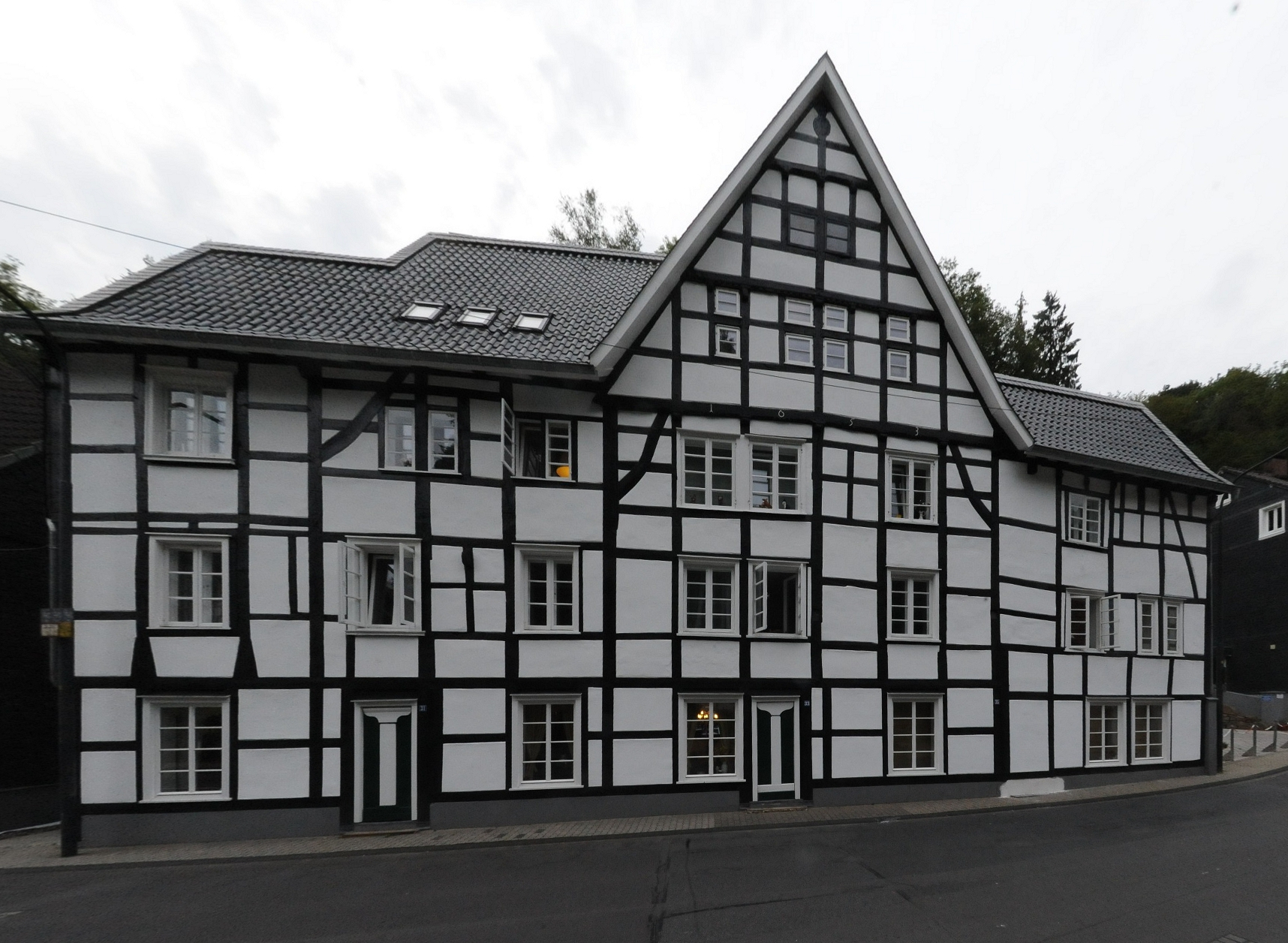
Brezelbäckerhaus

Das Brezelbäckerhaus ist ein historisches Fachwerkhaus in der bergischen Großstadt Solingen. 

## Lage
Das Gebäude befindet sich im Solinger Stadtteil Burg an der Wupper an der Eschbachstraße 31–37 im dortigen Ortsteil Unterburg. Unmittelbar südöstlich verläuft der Eschbach in einem kleinen Bachbett.

## Geschichte und Architektur

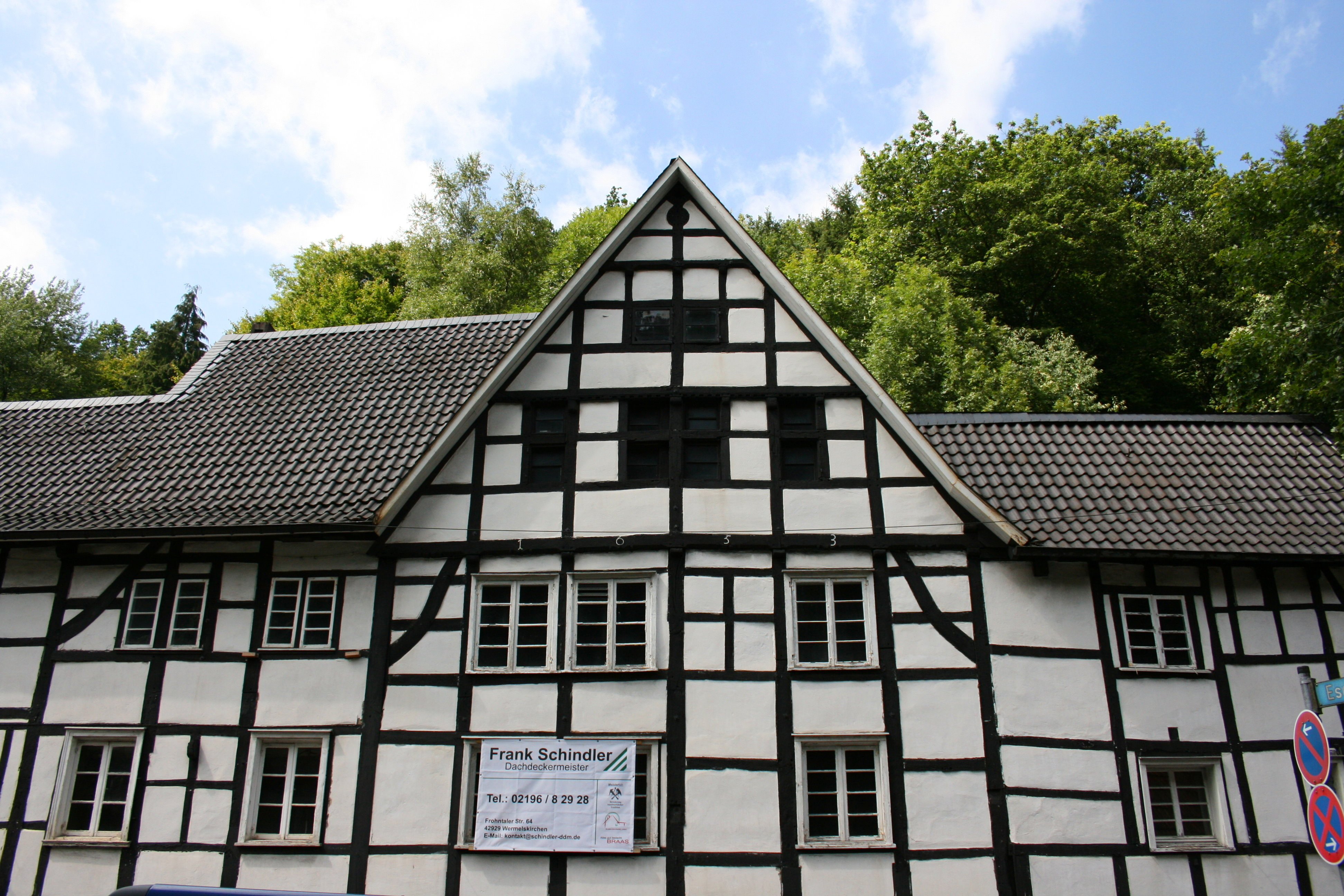
Brezelbäckerhaus, Giebel mit Jahreszahl 1653

Die Bebauung in Unterburg zu Füßen von Schloss Burg dehnte sich im 17. Jahrhundert unter anderem entlang der heutigen Eschbachstraße nach Norden aus. Das spätere Brezelbäckerhaus wurde dort im Jahr 1653 errichtet. Es handelt sich um ein dreigeschossiges, traufenständiges Fachwerkhaus mit Putzsockel und Satteldach. Ein imposanter Giebel mit der Jahreszahl 1653 öffnet das Haus zur Straßenfront. 
Das Gebäude diente ursprünglich als Richterhaus und dort wurde für die Grafen von Berg Recht gesprochen. Nachdem die Burger Brezel als lokale Spezialität Anfang des 19. Jahrhunderts im Ort entstanden war, wurden in dem Gebäude Burger Brezeln hergestellt, was ihm seinen heutigen Namen gab.
Am 18. September 1984 wurde es eines der ersten Objekte in Solingen als Baudenkmal unter der laufenden Nummer 21 in die Solinger Denkmalliste eingetragen.
Nach einer längeren Nutzung als Wohnhaus stand das Haus insgesamt 15 Jahre lang leer. Zwischen 2007 und 2009 wurde es schließlich saniert und zu einer Seniorenwohnanlage (Burgresidenz) umgebaut. Für die vorbildliche Sanierung erhielten die neuen Eigentümer den Denkmalschutzpreis 2010 des Bergischen Geschichtsvereins, Abteilung Solingen e. V.